# Вулканокласти

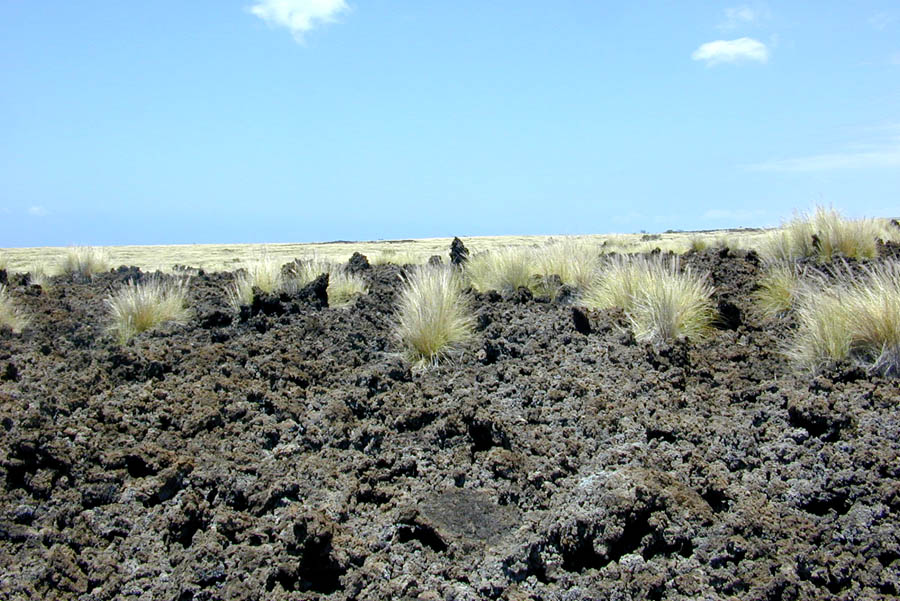
Вулканокласти на Гаваях.

Вулканокласти — вулканічні гірські породи.

## Етимологія
Від лат. Vulkanos — Бог вогню у стародавніх римлян, klastikos — розламаний, подрібнений.

## Загальний опис
Вулканокласти являють собою суміш брил та уламків лавового і шлакового матеріалу, іноді з домішками осадових порід. Зустрічаються в пухкому, ущільненому чи зцементованому стані.
Вулканокластика (англ. Volcaniclastics) — це геологічні матеріали, що складаються з уламків (кластів) вулканічної породи. Вони охоплюють усі уламкові вулканічні матеріали, незалежно від того, який процес фрагментував породу, як вона згодом була перенесена, в якому середовищі вона була відкладена, чи змішаний невулканічний матеріал з вулканічними кластами. Геологічна служба США визначає вулканокластику дещо вужче, включаючи лише гірські породи, що складаються з фрагментів вулканічної породи, які були перенесені на певну відстань від місця їхнього походження.
У широкому сенсі цього терміна вулканокластика включає пірокластичні породи, такі як туф Бандельє; шлакові конуси та інші тефрові відкладення; базальні та покривні брекчії, що характеризують потоки Аа-лави; а також лахари та уламкові потоки вулканічного походження.

## Класифікація вулканокластів
Вулканокластика складається з різноманітних пірокластичних уламків, змішаних з епікластичними осадами, та утворюється в різних середовищах осадження. Вулканокластика включає пірокластичні породи та тефру; вулканічні автокластичні, алокластичні та епікластичні матеріали; а також розломні матеріали. Їх можна розділити на первинні та вторинні вулканокласти (епівулканокласти).
Пірокласти
Основні статті: Тефра та пірокластична порода
Пірокластичний матеріал складається з уламків гірських порід, що утворюються внаслідок вибухового вулканізму та вивергаються з жерла як окремі частинки. Вони можуть включати частинки корінної породи, захоплені жерлом.Скупчення пірокластичного матеріалу, які не були консолідовані, описуються як тефра, тоді як ті, що зазнали значної консолідації, описуються як пірокластична порода. Гідрокластичний матеріал — це окремий випадок пірокластичного матеріалу, що утворюється в результаті різних процесів на межі розділу магма-вода.
Автокласти
Автокластичний вулканічний матеріал утворюється внаслідок процесів, що активуються під час руху твердої або напівтвердої лави. До них належать фрагменти гірських порід, що утворюються всередині вулканічних жерл, але не видавлюються, фрагменти гірських порід, що утворюються внаслідок руху або вибухів газу всередині вулканічних потоків, або фрагменти гірських порід, що утворюються внаслідок гравітаційного колапсу лавових куполів або хребтів. Характерні базальні та покривні брекчії лавових потоків Аа-лав є автокластичними вулканокластами.
Епівулканокласти
Вулканічний епікластичний матеріал (епівулканокласти) містить значну частку епікластів (фрагментів гірських порід, утворених внаслідок вивітрювання та ерозії), що походять з вулканічної породи.
Змішані пірокластично-епікластичні породи
Відкладення, що містять пірокластичний матеріал, який був перероблений у середовищі потоків чи озер або змішаний з епікластичним матеріалом (вулканічним чи невулканічним), становлять особливу складність і є одними з матеріалів, які найкорисніше описувати просто як вулканокластичні. Більш конкретна класифікація є проблематичною для цих випадків. Формація Еспінасо в Нью-Мексико є прикладом гірської породи, що складається зі складної суміші пірокластичного та вулканокластичного матеріалу, і тому описується просто як вулканокластична. Іншою є група Вошберн в районі Єллоустоун, яка включає потоки уламків переробленого вулканічного попелу та вулканічної епікластичної породи.
Змішані пірокластично-епікластичні відкладення можна класифікувати за середнім розміром уламків та відсотком пірокластичного матеріалу.

## Поширення
Вулканокластика складає більший об'єм багатьох вулканів, ніж потоки лави. Вулканокластика, можливо, внесла до третини всієї седиментації в геологічний літопис.
Зокрема, вулканокласти широко розповсюджені на Гаваях, Камчатці.
В Україні — центральна частина Українського щита.